# 1915 في إيطاليا
فيما يلي قوائم الأحداث التي وقعت خلال عام 1915 في إيطاليا.

## أحداث
- 13 يناير – زلزال أفيتسانو

## مواليد

### فبراير
- 26 فبراير – ألدو بوفي لاعب كرة قدم إيطالي.

### مارس
- 1 مارس – جياني ليوني متسابق دراجات نارية إيطالي.
- 15 مارس – كاترينا بوراتو[1]

### أبريل
- 4 أبريل – آميديو بيافاتي لاعب كرة قدم إيطالي.[2]

### مايو
- 16 مايو – ماريو مونيتشيلي[3]

### يونيو
- 16 يونيو – ماريانو رومور سياسي إيطالي.[4]

### يوليو
- 14 يوليو – غويدو ليوني متسابق دراجات نارية إيطالي.
- 30 يوليو – ألدو بيني

### سبتمبر
- 23 سبتمبر – سيرجيو بيرتوني لاعب كرة قدم إيطالي.
- 25 سبتمبر – كارلو بانديرولا متسابق دراجات نارية إيطالي.

### نوفمبر
- 5 نوفمبر – والتر مولينو رسام كتب إيطالي.[5]
- 15 نوفمبر – برونو أركاري لاعب كرة قدم إيطالي.

### ديسمبر
- 4 ديسمبر – جيانكارلو مارينيللي لاعب كرة سلة إيطالي.

## وفيات

### ديسمبر
- 8 ديسمبر – غيتانو بيروسيني (مواليد 1879) طبيب إيطالي.